# Нигерија на Светском првенству у атлетици на отвореном 2011.
Нигерија је на 13. Светском првенству у атлетици на отвореном 2011. одржаном у Тегу од 27. августа до 4. септембра учествовала тринаести пут, односно учествовала је на свим првенствима до данас. Репрезентацију Нигерије представљало је 15 учесника (4 мушкарца и 11 жена) који су се такмичили у 11 дисциплина (3 мушке и 8 женских).,
На овом првенству такмичари Нигерије нису освојили ниједну медаљу али су поставили један лични рекорд и два рекорда сезоне.
У табели успешности према броју и пласману такмичара који су учествовали у финалним такмичењима (првих 8 такмичара) Нигерија је са 4 учесника у финалу делила 25. место са 13 бодова.
Такмичари Нигерије су изједначили 1 национални рекор и 3 рекорда сезоне.
| Плас. | Земља    | 1. место | 2. место | 3. место | 4. место | 5. место | 6. место | 7. место | 8. место | Бр. финал. | Бод. |
| ----- | -------- | -------- | -------- | -------- | -------- | -------- | -------- | -------- | -------- | ---------- | ---- |
| =25.  | Нигерија | 0        | 0        | 0        | 0        | 2        | 1        | 1        | 0        | 4          | 13   |

## Учесници
| Мушкарци: - Ого-Огене Егверо — 100 м - Питер Емелијезе — 100 м - Стенли Гбагбеке — Скок удаљ - Тосин Оке — Троскок | Жене: - Блесинг Окагбаре — 100 м, 200 м, 4 х 100 м, Скок удаљ - Олудамола Осајоми — 100 м, 4 х 100 м - Ендуранс Абинува — 200 м - Сун Адиган — 100 м препоне - Muizat Ajoke Odumosu — 400 м препоне, 4 х 400 м - Глорија Асумну — 4 х 100 м - Agnes Osazuwa — 4 х 100 м - Омолара Омотосо — 4 х 400 м - Margaret Etim — 4 х 400 м - Bukola Abogunloko — 4 х 400 м - Дорин Амата — Скок увис |  |

## Резултати

### Мушкарци
| Атлетичар        | Дисциплина | Лични рекорд | Квалификације  | Квалификације  | Полуфинале            | Полуфинале            | Финале                | Финале               | Детаљи |
| Атлетичар        | Дисциплина | Лични рекорд | Резултат       | Место          | Резултат              | Место                 | Резултат              | Место                | Детаљи |
| ---------------- | ---------- | ------------ | -------------- | -------------- | --------------------- | --------------------- | --------------------- | -------------------- | ------ |
| Ого-Огене Егверо | 100 м      | 10,10        | 10,57          | 6. у гр. 2     | Нису се квалификовали | Нису се квалификовали | Нису се квалификовали | 36 / 71 (75)         |        |
| Питер Емелијезе  | 100 м      | 10,18        | 10,58          | 6. у гр. 1     | Нису се квалификовали | Нису се квалификовали | Нису се квалификовали | 38 / 71 (75)         |        |
| Стенли Гбагбеке  | Скок удаљ  | 8,15         | Није стартовао | Није стартовао |                       |                       | Није се квалификовао  | Није се квалификовао |        |
| Тосин Оке        | Троскок    | 17.22        | 16,60          | 8. у гр. Б     | Није се квалификовао  | 16 / 26 (31)          |                       |                      |        |

### Жене
| Атлетичарка                                                          | Дисциплина    | Лични рекорд | Квалификације   | Квалификације   | Полуфинале            | Полуфинале            | Финале                | Финале                | Детаљи |
| Атлетичарка                                                          | Дисциплина    | Лични рекорд | Резултат        | Место           | Резултат              | Место                 | Резултат              | Место                 | Детаљи |
| -------------------------------------------------------------------- | ------------- | ------------ | --------------- | --------------- | --------------------- | --------------------- | --------------------- | --------------------- | ------ |
| Блесинг Окагбаре                                                     | 100 м         | 11,00        | 11,10 КВ        | 1. у гр. 5      | 11,22 кв              | 3. у гр. 2            | 11,15                 | 6 / 68 (73)           |        |
| Олудамола Осајоми                                                    | 100 м         | 10,99        | 11,15 КВ        | 2. у гр. 3      | 11,58                 | 8. у гр. 1            | Није се квалификовала | 23 / 45 (46)          |        |
| Ендуранс Абинува                                                     | 200 м         | 23,11        | 23,53           | 6. у гр. 3      | Није се квалификовала | Није се квалификовала | Није се квалификовала | 25 / 37 (40)          |        |
| Блесинг Окагбаре                                                     | 200 м         | 22,71        | Није стартовала | Није стартовала | Није се квалификовала | Није се квалификовала | Није се квалификовала | Није се квалификовала |        |
| Сун Адиган                                                           | 100 м препоне | 12,88        | 13,07 кв, ЛРС   | 6. у гр. 4      | 13,14                 | 8. у гр. 2            | Нису се квалификовале | 19 / 38 (39)          |        |
| Muizat Ajoke Odumosu                                                 | 400 м препоне | 54,59        | 56,23 кв, ЛРС   | 4. у гр. 4      | 56,41                 | 5. у гр. 2            | Нису се квалификовале | 17 / 38               |        |
| Gloria Asumnu Олудамола Осајоми Agnes Osazuwa Блесинг Окагбаре       | 4 х 100 м     | 42,39 НР     | 42,74 КВ, НРС   | 2. у гр. 3      |                       |                       | 42,93                 | 5 / 16 (21)           |        |
| Омолара Омотосо Muizat Ajoke Odumosu Margaret Etim Bukola Abogunloko | 4 х 400 м     | 3:21,04 НР   | 3:25,59 КВ, НРС | 2. у гр. 2      | 3:29,82               | 6 / 17 (20)           | [ мртва веза ]        |                       |        |
| Дорин Амата                                                          | Скок увис     | 1,95         | 1,95 КВ, =НР    | 4. у гр. Б      | 1,93                  | 7 / 27 (29)           |                       |                       |        |
| Блесинг Окагбаре                                                     | Скок удаљ     | 6,91         | 6,36            | 9. у гр. Б      | Није се квалификовала | 17 / 33 (36)          | [ мртва веза ]        |                       |        |